# Густаф Улоф Цедерстрем
Густаф Улоф Цедерстрем (також Седерстрем) (швед. Gustaf Olof Cederström; 12 квітня 1845, Стокгольм — 20 серпня 1933, Стокгольм) — шведський художник, майстер історичного живопису.

## Життєпис
Народився в місті Стокгольм. Закінчив Упсальський університет. Спочатку обрав військову кар'єру, хоча не поривав з аматорським малюванням. Службу проходив у єгерському полку. Але бажання мати художню освіту не полишало. 1866 року вийшов у відставку поручиком, після чого присвятив власне життя творчості.

### Художня освіта
Художні навички як професіонал почав в Стокгольмі у художників Вінге та Августа Мальмстрема. Художнє навчання продовжив в місті Дюссельдорф. Вважають, що художнє навчання митець завершив в Парижі, відомому європейському художньому центрі. Працював в майстернях французьких митців Леона Бонна та Жана-Луї Мейссоньє. Мейссоньє якраз і уславився створенням поверхневих, костюмованих картин з французького 18 століття доби рококо, трактованих як побутові сцени («Мушкетер», «Поет», «Слуга подав листа»). Живописна техніка Цедерстрема не така поверхнева, як у Мейсоньє, але не досягла насичених кольорів творів Бонна.

## Творчість
Його відносять до представників т. зв. Дюссельдорфської художньої школи, де Цедерстрем навчався під керівництвом свого земляка Фердинанда Фагерліна (швед. Ferdinand Julius Fagerlin) у 1867 р. (до цього здобував художню освіту в Стокгольмі в Августа Мальмстрема.
Жив і працював в Парижі. Здійснив подорож до Італії заради знайомства з її мистецькими скарбами минулого. Декілька років прожив в Римі та у Флоренції. Повернувся в рідний Стокгольм, де з 1878 року був членом Королівської академії мистецтв Швеції.
Цедерстрем уславився своїми картинами, присвяченими історичним подіям часів короля Карла ХІІ. На одній з його картин зображені Карл XII та гетьман Іван Мазепа після поразки в битві під Полтавою.

### Вибрані твори
- «Траурна процесія з тілом Карла ХІІ»
- «Давид і Голіаф»
- «Армія порятунку»
- «Хрещення шведів»[sv]
- «Магнус Стенбок в Мальме»
- «Карл XII та Іван Мазепа після Полтавської битви», різні варіанти
- «Перемога шведів над московитами під містом Нарва»

## Галерея

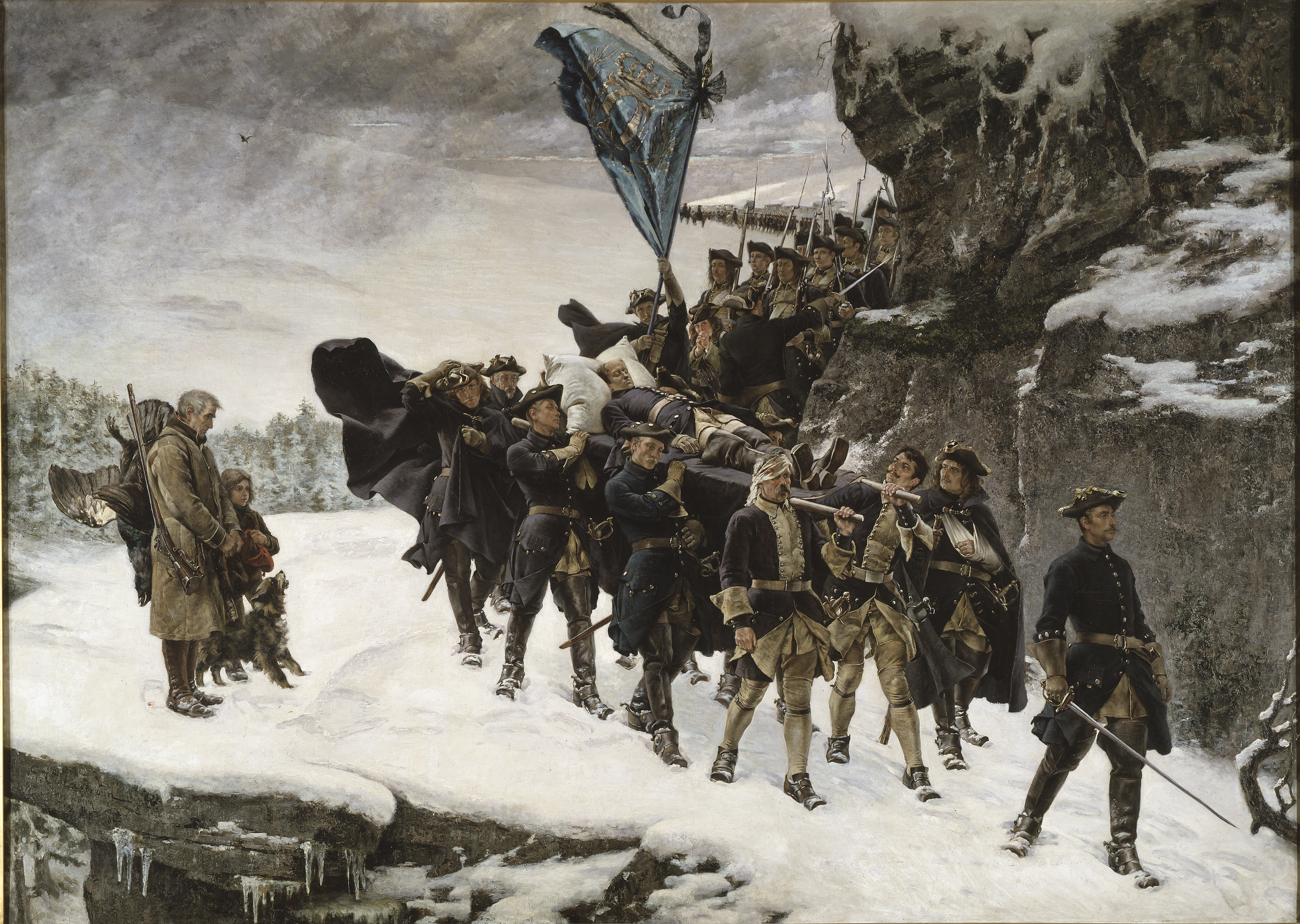
Траурна процесія з тілом Карла ХІІ (1884), найвідоміша робота Цедерстрема. Національний музей, Стокгольм
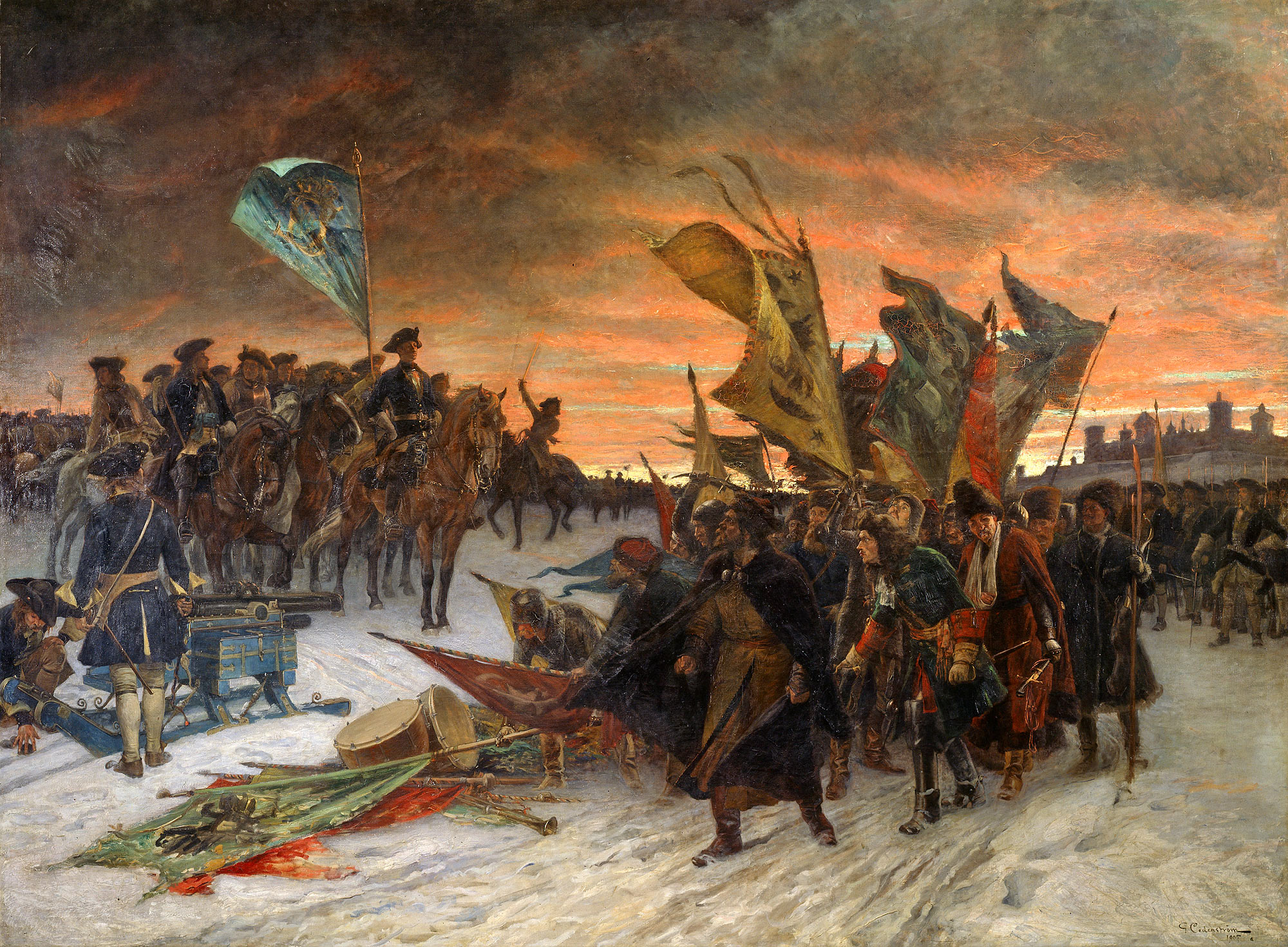
Перемога під Нарвою (1905)
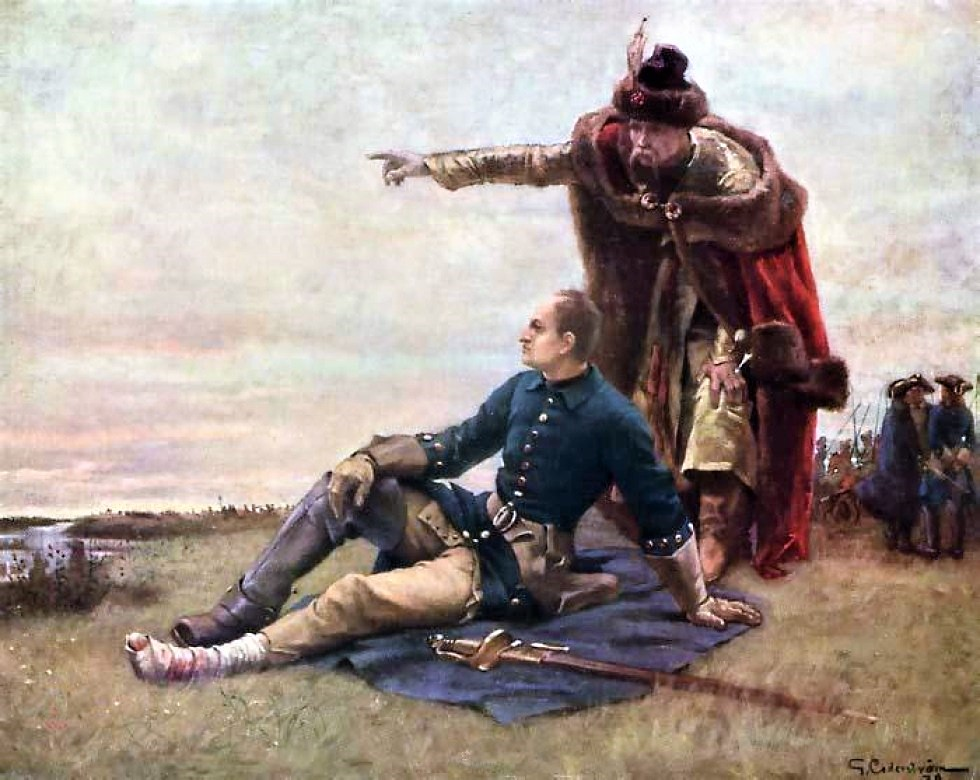
Карл XII та Іван Мазепа після Полтавської битви (1879)
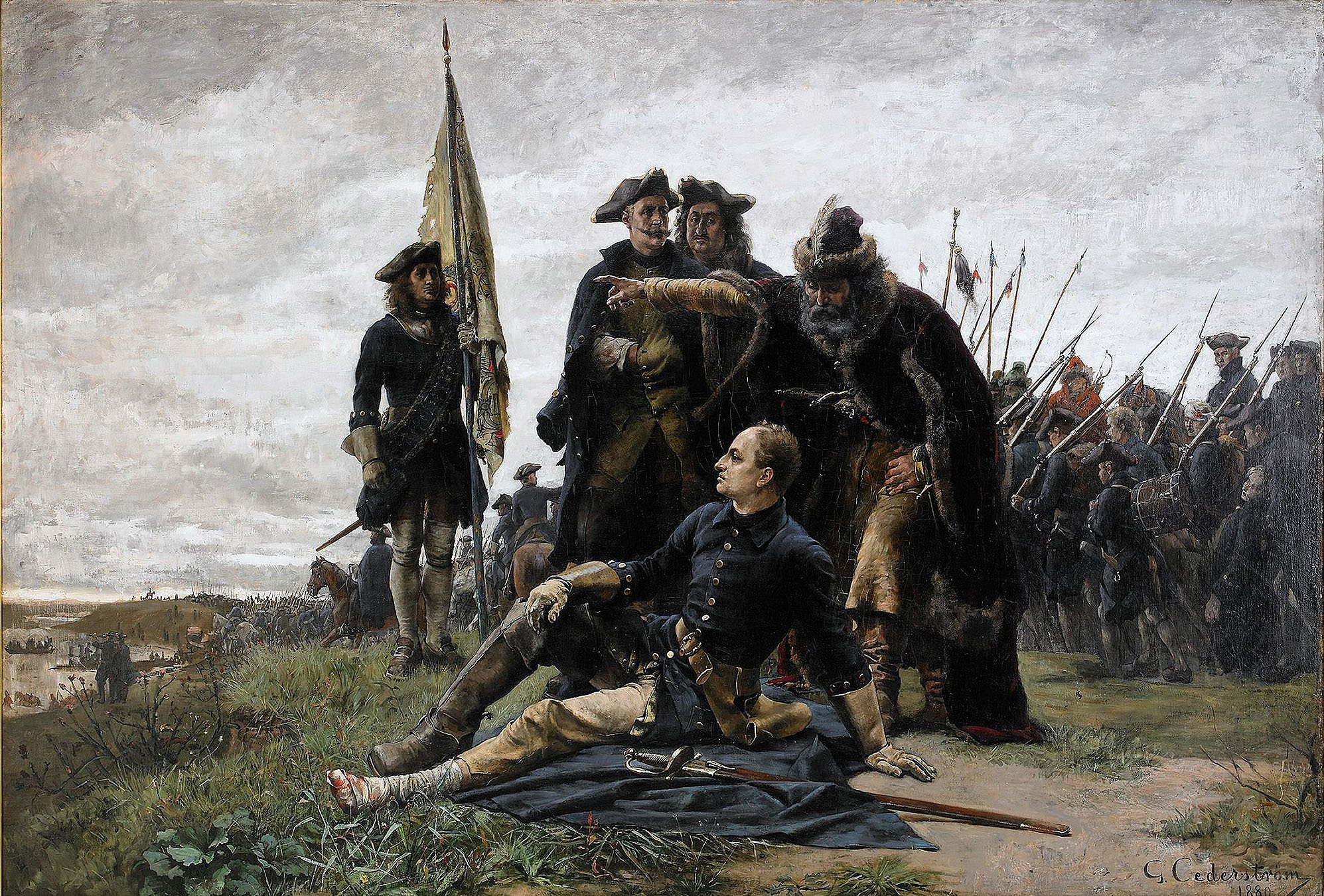
Карл XII та Іван Мазепа після Полтавської битви (варіант; рік створ. невідомий)
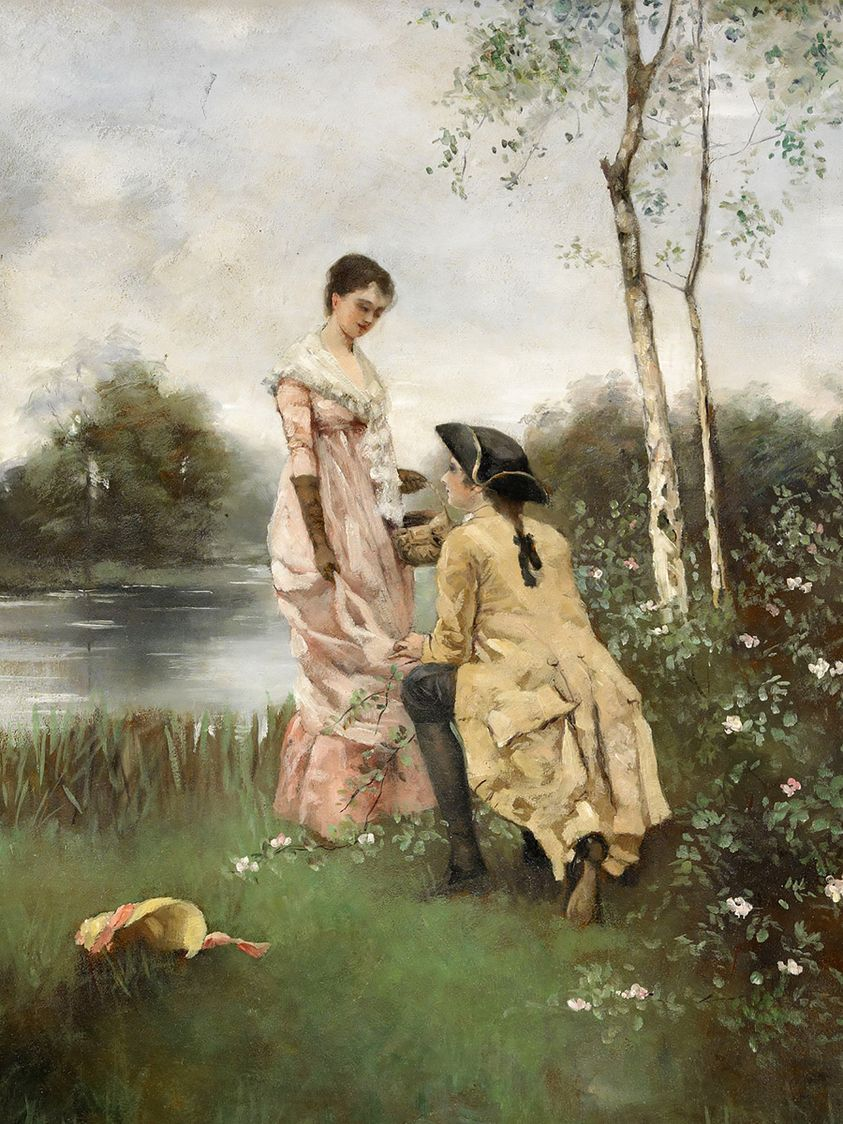
Залицяння